# Pichincha (Ekwador)
Pichincha – miasto w Ekwadorze, w prowincji Manabí, siedziba kontonu Pichincha.